# Dialekt erronkariera
Dialekt erronkariera − wymarły dialekt języka baskijskiego używany w Nawarze. Kobieta będąca jego ostatnim użytkownikiem  zmarła w latach osiemdziesiątych. Dialekt ten nie miał tradycji literackich.